# Unión Atlético Maracaibo
L'Unión Atlético Maracaibo è una società calcistica venezuelana, con sede a Maracaibo.

## Storia
Fondato nel 2001, ha vinto il campionato nazionale nel 2005. Si è qualificato a 4 edizioni della Coppa Libertadores e ad una di Copa Sudamericana.

## Palmarès

### Competizioni nazionali
- Campionato venezuelano: 1

2005

### Altri piazzamenti
- Campionato venezuelano:

Secondo posto: 2003, 2006, 2007
- Copa Venezuela:

Finalista: 2007

## Competizioni CONMEBOL
- Copa Libertadores

2004: Primo turno
2006: Primo turno
2007: Primo turno
2008: Primo turno
- Copa Sudamericana

2008: Turno preliminare

## Statistiche club
Aggiornato a novembre 2008
- Fondazione: 16 gennaio 2001
- Prima partita ufficiale: Unión Lara 3 - 3 Union Atlético Maracaibo.
- Prima partita in Maracaibo: Union Atlético Maracaibo 0 - 0 Caracas FC
- Prima partita in Primera División: Union Atlético Maracaibo 1 - 2 Nacional Tàchira.
- Primo marabino a segnare un gol con l'Union Atlético Maracaibo in Primera División: Juan Fuenmayor
- Prima vittoria in trofeo internazionale: Fenix 1 - 2 Union Atlético Maracaibo
- Primo titolo: Torneo Clausura 2003.
- Stagioni in Primera División: 7
- Stagioni in Segunda División: 1
- Goleador: Guillermo Beraza (38)

## Rosa attuale
| N. |                      | Ruolo | Calciatore                  |
| -- | -------------------- | ----- | --------------------------- |
| 2  | Venezuela (bandiera) | D     | Carlos Struve               |
| 3  | Uruguay (bandiera)   | D     | Deivis Barone               |
| 4  | Venezuela (bandiera) | D     | Luiyi Erazo                 |
| 5  | Argentina (bandiera) | D     | Juan Manuel Herbella        |
| 6  | Venezuela (bandiera) | C     | Dickson Díaz                |
| 7  | Argentina (bandiera) | C     | Sebastián Alberto Battaglia |
| 9  | Venezuela (bandiera) | A     | Heiber Díaz                 |
| 10 | Venezuela (bandiera) | A     | Pierre Pluchino             |
| 11 | Venezuela (bandiera) | A     | Daniel Arismendi            |
| 12 | Venezuela (bandiera) | D     | Carlos Ambulia              |
| 13 | Argentina (bandiera) | D     | Juan Manuel Casini          |
| 14 | Venezuela (bandiera) | D     | Kerwis Chirinos             |
| 15 | Venezuela (bandiera) | D     | Jesús Valencia              |

| N. |                      | Ruolo | Calciatore         |
| -- | -------------------- | ----- | ------------------ |
| 16 | Venezuela (bandiera) | D     | Gregory Lancken    |
| 17 | Argentina (bandiera) | C     | Darío Figueroa     |
| 18 | Venezuela (bandiera) | C     | Víctor Villareal   |
| 19 | Venezuela (bandiera) | C     | Richard López      |
| 20 | Venezuela (bandiera) | C     | Frank Piedrahita   |
| 21 | Venezuela (bandiera) | C     | Johandry Orozco    |
| 22 | Argentina (bandiera) | A     | Nicolás Saucedo    |
| 23 | Venezuela (bandiera) | A     | Paul Ramirez       |
| 24 | Brasile (bandiera)   | D     | Marcos Dias        |
| 25 | Argentina (bandiera) | C     | Roberto Armúa      |
| 26 | Venezuela (bandiera) | A     | Angel Chourio      |
| 28 | Venezuela (bandiera) | A     | Jonathan del Valle |
| 29 | Messico (bandiera)   | A     | Emanuel Lopéz      |